# Jacinto Jijón y Caamaño
Jacinto Jijón y Caamaño (Quito, 11 de diciembre de 1890-Quito, 17 de agosto de 1950) fue un político, historiador, arqueólogo, coleccionista de arte y terrateniente ecuatoriano. En 1946 se convirtió en el primer alcalde moderno de la ciudad de Quito, aunque ya había ocupado el cargo de Presidente del Concejo Municipal, en 1934.

## Biografía
Nació en la ciudad de Quito el 11 de diciembre en el año 1890. Hijo de Manuel Jijón y Larrea y de Dolores Caamaño y Almada. Sus apellidos Jijón Caamaño los unió con la inclusión "y" por ser costumbre de la época el usar apellidos compuestos, por lo que modificó su apellido uniendo el paterno con el materno. Estuvo emparentado con el expresidente Antonio Flores Jijón. Su tío el Mayor del Ejército del Ecuador Fernando Jijón, hermano de su padre, es el patriarca de la familia Jijón de Guayaquil y padre de Don Mario Jijón Peñaherrera, Fernando Jijón Merisalde separó sus bienes familiares por una disputa con su primo minusválido Carlos Jijón. De allí se diferencian los apellidos pero Jijón es el apellido original y Jijón y Caamaño un apellido modificado para fines fonéticos que requerían la venta de títulos nobiliarios de aquella época. Comenzó sus estudios en la Universidad de Quito (hoy Universidad Central del Ecuador) en derecho hasta que partió a Europa a estudiar idiomas, indispensables para continuar con la labor científica y académica que sería su pasión durante toda su vida. De regreso en Ecuador fundó la Sociedad Ecuatoriana de Estudios Católicos tomando la posta del historiador Arzobispo Federico González Suárez al que conoció a los 16 años de edad. 
Fundado el Boletín de la Sociedad Ecuatoriana de Estudios Históricos americanos en 1918, elevada muy luego ésta a la alta categoría de Academia Nacional, Jijón, Presidente y protector de ella, publicó, en cada número, sabias monografías que iban esclareciendo diversos aspectos ignorados o superficialmente conocidos de la prehistoria ecuatoriana y continental e hizo, a la par, llamamiento eficaz a todos los especialistas de América para que diesen a la luz, en el mismo órgano, el resultado de sus trabajos, pues estaba convencido de que ni la historia, ni la prehistoria entregarían sus secretos sino en virtud de la labor tesonera y solidaria de todos los investigadores de América. 

### Arqueólogo y filántropo

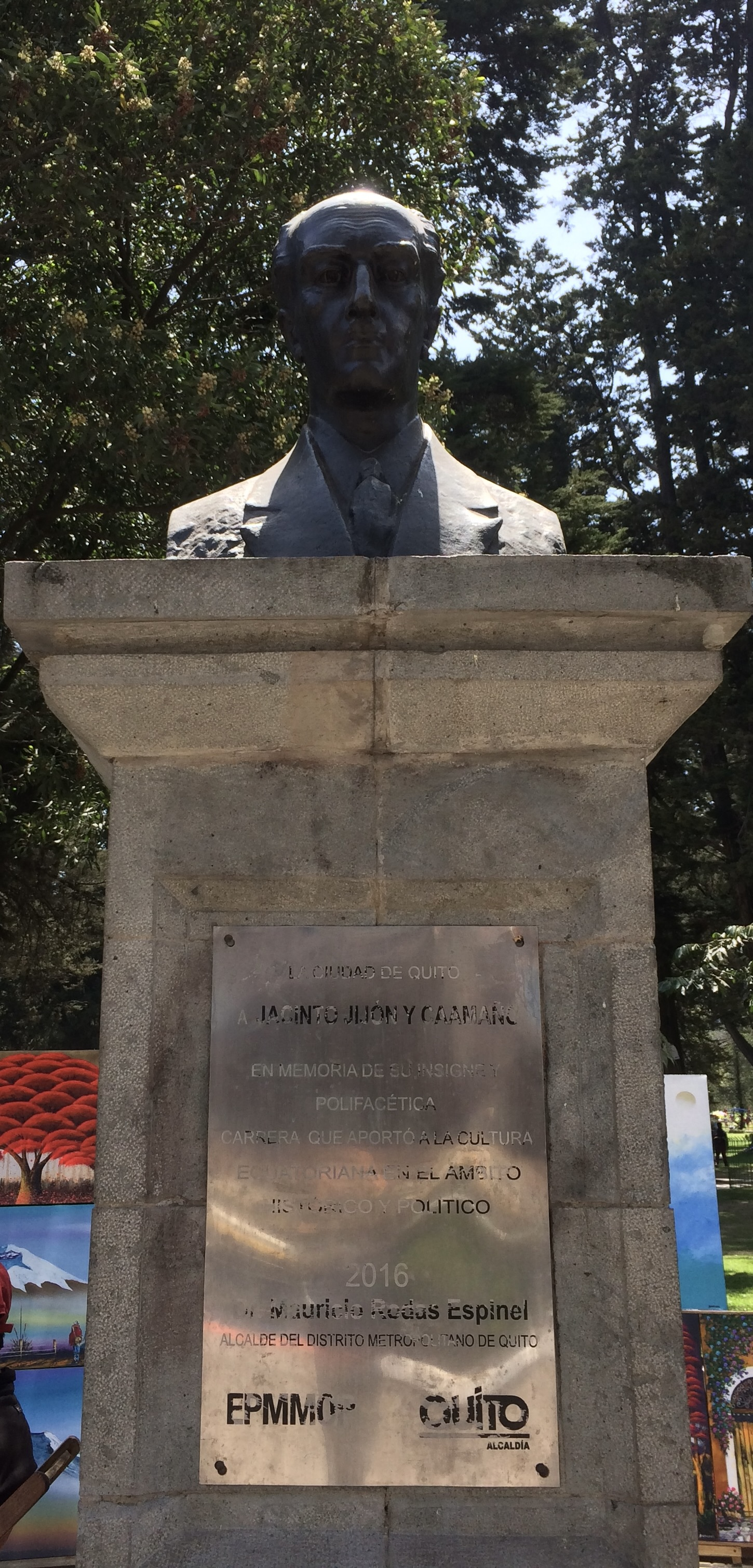
Busto de Jacinto Jijón y Caamaño. Parque El Ejido, Quito.

Entre 1912 y 1916 estuvo en Europa asistiendo a congresos, visitando archivos, bibliotecas y relacionándose con científicos de la época, antropólogos y arqueólogos. A través de sus estudios estratigráficos, definió la primera secuencia cultural del Ecuador precolombino. Su concepto difusionista, interpreta el desarrollo de los habitantes de estas tierras como el resultado de influencias culturales de los Andes centrales y Centroamérica. Definió las culturas: Proto- Panzaleo, Panzaleo, Tuncahuán y Puruhá. Contribuyó a definir mejor las culturas: Imbabura, Manteño-Huancavilca e Inca. Fue gran amigo del arqueólogo e investigador alemán Max Uhle a quien invitó a Ecuador y con quien realizó algunos trabajos de investigación. Colaboró además con el antropólogo Paul Rivet quien llegó a Ecuador junto a la Segunda Misión Geodésica Francesa y después desarrollaría su teoría oceánica de la población del continente americano.
Realizó excavaciones arqueológicas desde 1912 en la sierra, en Manabí. Su destierro del Ecuador lo condujo a Lima, Perú, donde entre el 15 de marzo y el 11 de julio de 1925 hizo excavaciones en el Complejo Maranga de la antigua Cultura Lima. Luego pasó al Cusco, donde vivió entre 1926 y 1928 y, finalmente, visitó Tiahuanaco en Bolivia antes de volver a Ecuador, en 1929.

### Influencia de González Suárez
Sus primeros trabajos publicados "El Tesoro del Itschimbía" y "Los Aborígenes de la Provincia de Imbabura en la República del Ecuador", vinculaban en metodología y tema a los trabajos de González Suárez reflejados en su libro "Los Aborígenes de Imbabura y el Carchi". Sin embargo, el aporte de Caamaño se encontraba en la realización de excavaciones en los lugares de interés. Específicamente en tres, a saber: las haciendas del Hospital y San José en Imbabura y el pueblo del Quinche, en Pichincha. Aquí también se empiezan a esbozar los argumentos que después conformarían la crítica a la Historia del Reino de Quito de Juan de Velasco. En el estudio introductorio a su obra que forma parte de la Biblioteca Ecuatoriana Mínima, el historiador Julio Tobar Donoso destacó su rol como discípulo y continuador de González Suárez, llamándolo su alter ego en los estudios de la prehistoria de ese país.  Además, también complementó sus estudios arqueológicos con sus investigaciones históricas, siguiendo a su maestro, y publicó una vasta obra histórica que incluye títulos como "Disertación acerca del establecimiento del Colegio de San Fernando" y su brillante aporte sobre la "Influencia de Quito en la emancipación del Continente Americano". 

### Debate con Pío Jaramillo Alvarado
Fruto de sus investigaciones, Caamaño se convenció de los errores en la publicación de Juan de Velasco y publicó entonces su Examen crítico de la veracidad de la "Historia del Reino de Quito". Esta monografía causó una reacción puesto que Velasco es uno de los historiadores más importantes de la época colonial de Ecuador, probablemente junto a Pedro de Mercado son siempre las principales referencias. No solo eso: es la primera historia que toma a Ecuador como un país y lo narra desde esa perspectiva, por lo que la crítica no fue bien recibida. La respuesta de Pío Jaramillo Alvarado se puede ver en varios escritos, como por ejemplo en "El indio ecuatoriano", donde detalla las distintas posiciones de varios autores respecto a la validez de la obra de Velasco y busca defender las imprecisiones haciendo la distinción entre historia y leyenda. Esto es importante ya que en la obra de Velasco, no solo se guía por investigaciones historiográficas sino también por testimonios orales y leyendas populares. Si bien el argumento de Alvarado es válido en algunas aseveraciones al final del debate, se terminó dando la razón a Caamaño y ahora se valora la obra de Velasco por su importancia patriótica antes que histórica.

### Colaboración con los científicos de la Segunda Misión Geodésica
Durante esta época Ecuador recibió la visita de científicos franceses a propósito de la segunda misión geodésica francesa. Esta tenía como objetivo el afirmar el tamaño y la forma de la Tierra, a través de la reelaboración y revisión de algunas mediciones realizadas durante el siglo XVIII. Sin embargo, también incluyó a antropólogos que venían a investigar las posibles causas de la población del continente. En el año 1913, González Suárez envío una carta recomendando a Jijón y Caamaño para que conozca a Paul Rivet. Con el estudiarion Antropología, Física y Craneología. Por otro lado con René Verneu y Salomón Reinach enfocaron sus investigaciones en Etnología y Lingüística. Esto les permitió que un año más tarde representen a Ecuador en el Congreso de Historia y Geografía de Sevilla. Además, publicaría su monografía “Los Tinculpas y notas acerca de la metalurgia de los aborígenes del Ecuador” donde incluiría notas bibliográficas sobre los antropólogos y exploradores Georges de Crequi-Montfort y Paul Rivet.

### Política conservadora

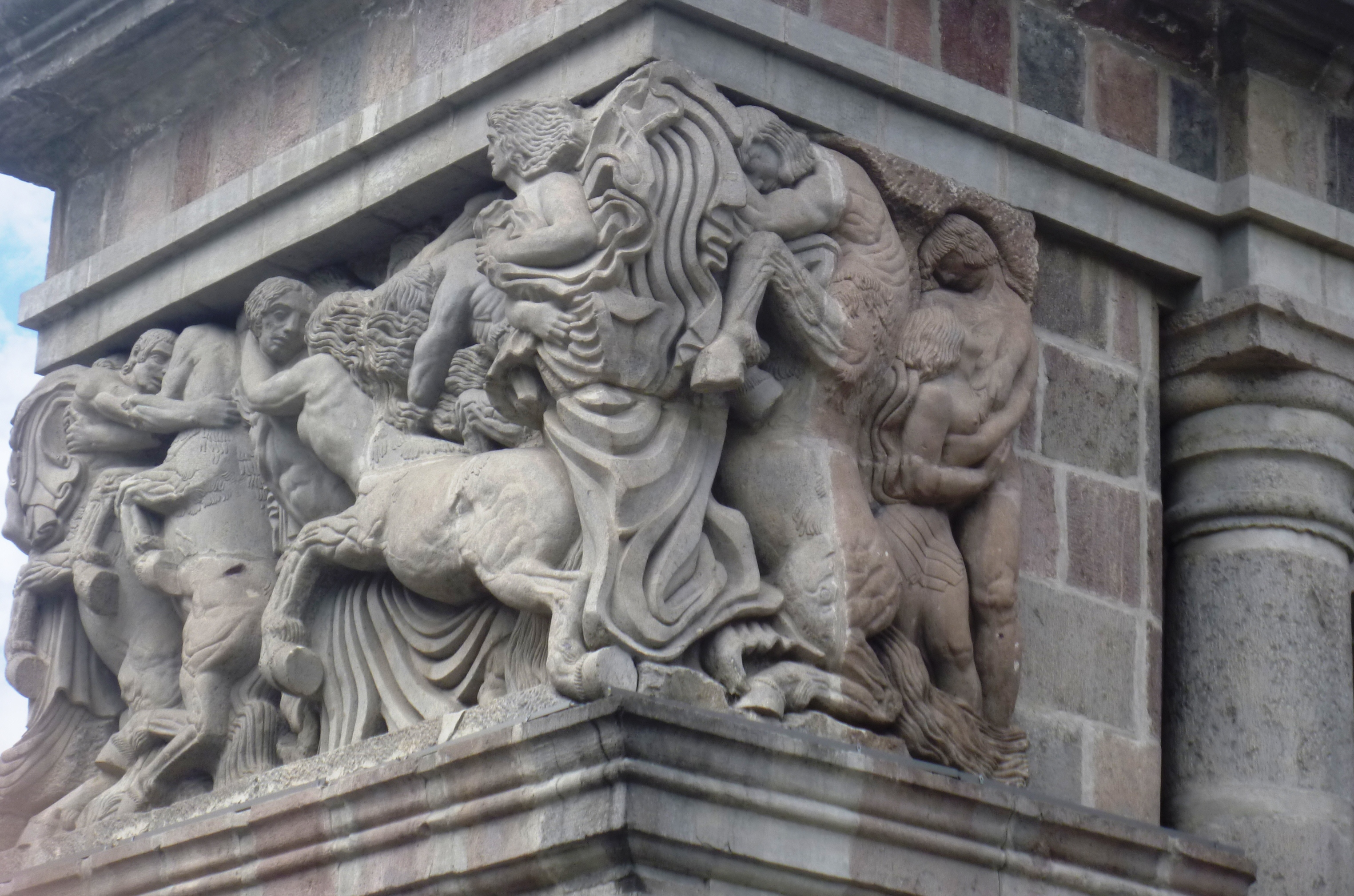
Detalle del bajorrelieve que adorna la parte superior de la Puerta de La Circasiana, llamada "La Despedida de los Centauros". El monumento se encuentra ubicado en el Parque El Ejido de la ciudad de Quito.

También hay que destacar que Jijón y Caamaño compartió su tiempo entre la ciencia y la política, en la que llegó a ocupar las más altas situaciones: Jefe de partido, Senador, miembro de la Junta Consultiva de Relaciones Exteriores, primer Alcalde de Quito, candidato a la Presidencia de la República.
Desde joven se interesó por la política católica. Fue el Cofundador y tercer Presidente de lo que sería el Centro Católico de Obreros. Similar a lo que se había hecho en Francia de la mano del Conde Alberto de Mun y el Marqués de la Tour du Pin, empezó a organizar a la clase obrera de Ecuador, trabajar por la implementación de los principios de la Encíclica Papal emitida en el siglo XIX, la Rerum Novarum. De esta forma logró crear la primera sociedad interprofesional y católica.
Además de esto, también diseñó una estrategia política para luchar contra los gobiernos liberales. Importó armas desde Estados Unidos, y junto a Manuel Sotomayor Luna y Orejuela empezó una guerrilla conservadora en contra del impopular gobierno de Gonzalo Córdova. Fueron derrotados y neutralizados en su hacienda San José de Ambi el 12 de septiembre de 1924 y fruto de esto tuvo que exiliarse. La hacienda quedaba cerca de Ibarra, al norte del país, lo que le permitió huir hacia Colombia intentando cruzar la frontera. Lo hizo a caballo junto a algunos partidarios. Pidió ayuda al Presidente Pedro Nel Ospina. Después partió a Perú donde terminaría exiliado en Lima. Su estancia ahí no fue improductiva puesto que continuó con sus investigaciones sobre los Incas y el rol de las huacas en su religión, siguiendo los pasos que antes había recorrido Max Uhle.
Su mayor aporte intelectual fue la publicación esquemática de la "Política conservadora" en dos volúmenes publicados en 1929 y 1934 respectivamente. No solo es una aplicación de los valores políticos conservadores al Ecuador, es un libro donde muestra su erudición sobre la historia de ese país, realizando análisis serios acerca de la gestación de la nacionalidad y las circunstancias históricas donde esto se produjo. Desde el concertaje, las castas, las clases sociales, la tierra, la religión, la cultura, la economía y la caída del imperio español. A esta publicación político histórica se relaciona estrechamente la publicación netamente histórica en su trilogía sobre "Sebastián de Benalcázar", publicado durante 1936, 1938 y 1949.

### Patrimonio y legado

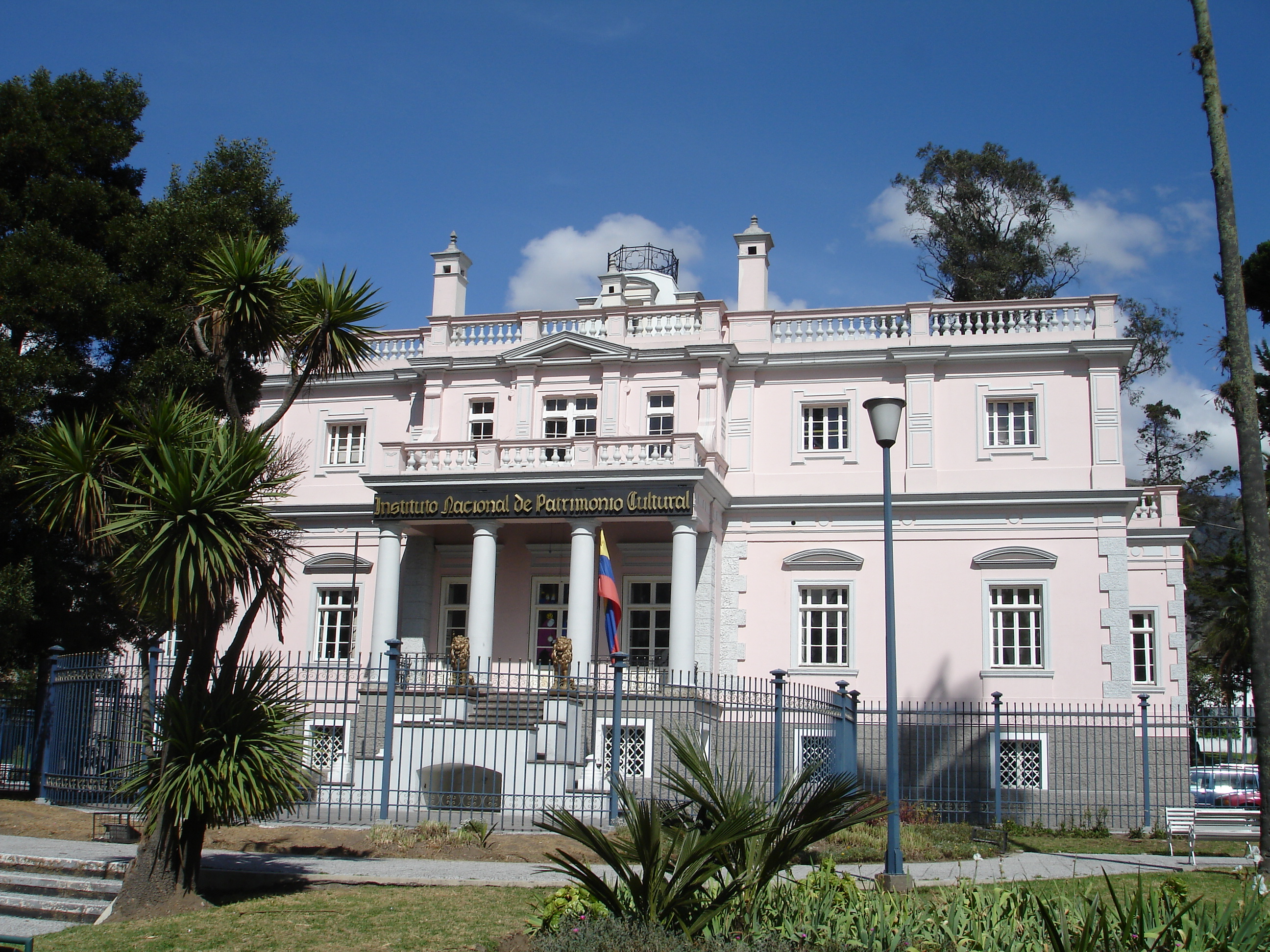
Palacio de La Circasiana

Por sus conocimientos históricos y valoración del pasado, buscó implementar una política patrimonialista cuando fue Alcalde de Quito, con el fin de conservar el centro histórico de esa ciudad. Esto contribuyó a la conservación de gran parte de las construcciones históricas de esa ciudad que ahora es considerada como Patrimonio Cultural de la Humanidad. Además, construyó una villa en lo que en ese entonces era las afueras de la ciudad de Quito llamada Palacio de La Circasiana, construido por el arquitecto Fabricio Schmidt. En su interior lo decoró con cuadros de Joaquín Pinto y Camilo Egas. En las afueras estaba delimitado por un Arco tallado en piedra con un bajorrelieve que detalla "La Despedida de los Centauros", la temática que fue seleccionada para su construcción. En la actualidad este arco se encuentra en el Parque de El Ejido. Además, en su interior albergaba su gran biblioteca que tenía parcialmente los libros que heredó de González Suárez y ahora es parte del archivo metropolitano de historia de Quito. Asimismo, su colección arqueológica ahora forma parte del museo que lleva su nombre donde se puede ver la riqueza del patrimonio cultural que logró acumular durante sus investigaciones. Muchos de los palacios que se levantaron en ese sector fueron con el tiempo demolidos por lo que La Circasiana al igual que el Palacio de Najas, que al momento es la sede de la Cancillería de Ecuador, son los dos ejemplos más destacados de arquitectura monumental y una ventana a la vida de la aristocracia quiteña de inicios de ese siglo.

## Obras e investigaciones

### Arqueología y antropología
- Un cementerio incásico en Quito y notas acerca de los Incas en Ecuador.
- Contribución al conocimiento de las lenguas indígenas que se hablaron en el Ecuador interandino y occidental: con anterioridad a la conquista española; ensayo (1919) - 76 páginas.
- Puruhuá, contribución al conocimiento de los aborígenes de la provincia del Chimborazo (1921-1924).
- La Edad del Bronce en América del Sur. Imprenta de la Universidad Central. Quito, (1922) - 8 páginas.
- Notas de Arqueología cuzqueña (1928).
- La religión del imperio de los incas: Compendio historial del estado de los indios del Perú. Escuela Tipografía Salesiana, (1931).
- Maranga: Contribución al conocimiento de los aborígenes del Valle del Rimac, Perú. La Prensa Católica, (1949) - 511 páginas.
- Antropología Prehispánica del Ecuador (obra póstuma publicada por su esposa en 1952).

### Historia
- El examen crítico de la veracidad de la historia del Reino de Quito.
- Quito y la independencia de América. Imprenta de la Universidad Central. Quito, (1922) - 85 páginas.
- Influencia de Quito en la emancipación del continente americano: La independencia (1809-1822). Imprenta de la Universidad Central. Quito, 1924 - 55 páginas (en coautoría con la Academia Nacional de Historia del Ecuador).
- Sebastián de Benalcázar (3 tomos 1936, 1938 y 1949)
- El Ecuador Interandino y Occidental (1941) (cuatro tomos).
- La expedición floreana de 1846. Talleres del Diario La Patria, (1943) - 20 páginas.
- Historia de la llamada "Acequia de los Caciques": en Urcuquí. Editorial Colón, (1944) - 12 páginas.

### Política
- Política Conservadora (2 volúmenes 1929 y 1934).